# Romanska Flandrija
Romanska Flandrija (francuski: Flandre romane ili Flandre gallicante, nizozemski: Romaans Vlaanderen latinski: Gallo-Flandria ili Flandria Gallica) je teritorij koji je bio dio bivše Grofovije Flandrije, a koristio se za područje gdje su stanovnici govorili romanske jezike, kao što je pikardijski. Ovaj teritorij nalazi se na granici današnje Francuske i Belgije.
Francuski Westhoek i francuski dio romanske Flandrije čine Francusku Flandriju.

## Teritorij
- U Francuskoj:
  - područje Lillea (na nizozemskom: Rijsels-Vlaanderen) ;
  - sjeverni dio ravnice Scarpe koji podrazumijeva Pévèle i jedan dio Douaisisa.

- U Belgiji:
  - Tournaisis historique (na nizozemskom: Doornikse), tj. teritorij između francuske granice i rijeke Escaut ;
  - područja mjesta Mouscron i Comines

## Poveznice
- Valonska Flandrija
- Primorska Flandrija